# Sernik

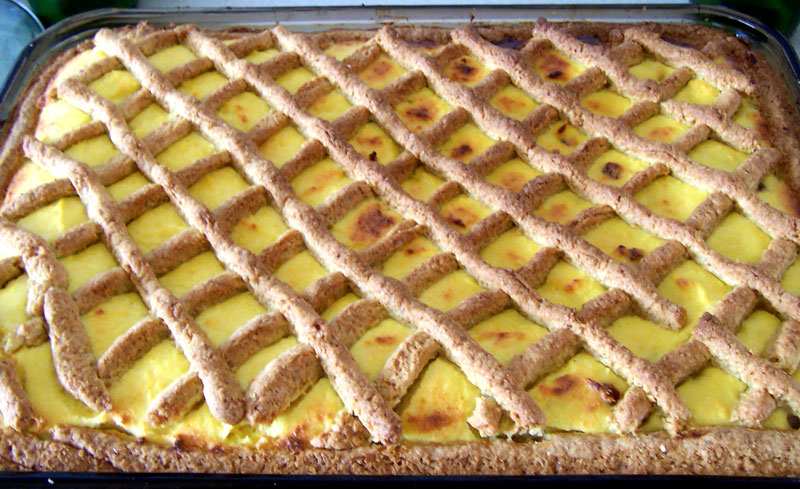
Polsk sernik.

Sernik, även kallat serownik, är ett polskt traditionellt bakverk. Namnet kommer från polska ser (ost). Kakan kan närmast beskrivas som en slags polsk cheesecake. Den innehåller ofta russin. Det finns flera varianter av sernik, på mördegsbotten, med eller utan rutnät, eller av enbart ostmassa, så kallad sernik wiedeński (Wien-ostkaka), samt även kalla/obakade varianter.